# Льодовиковий щит

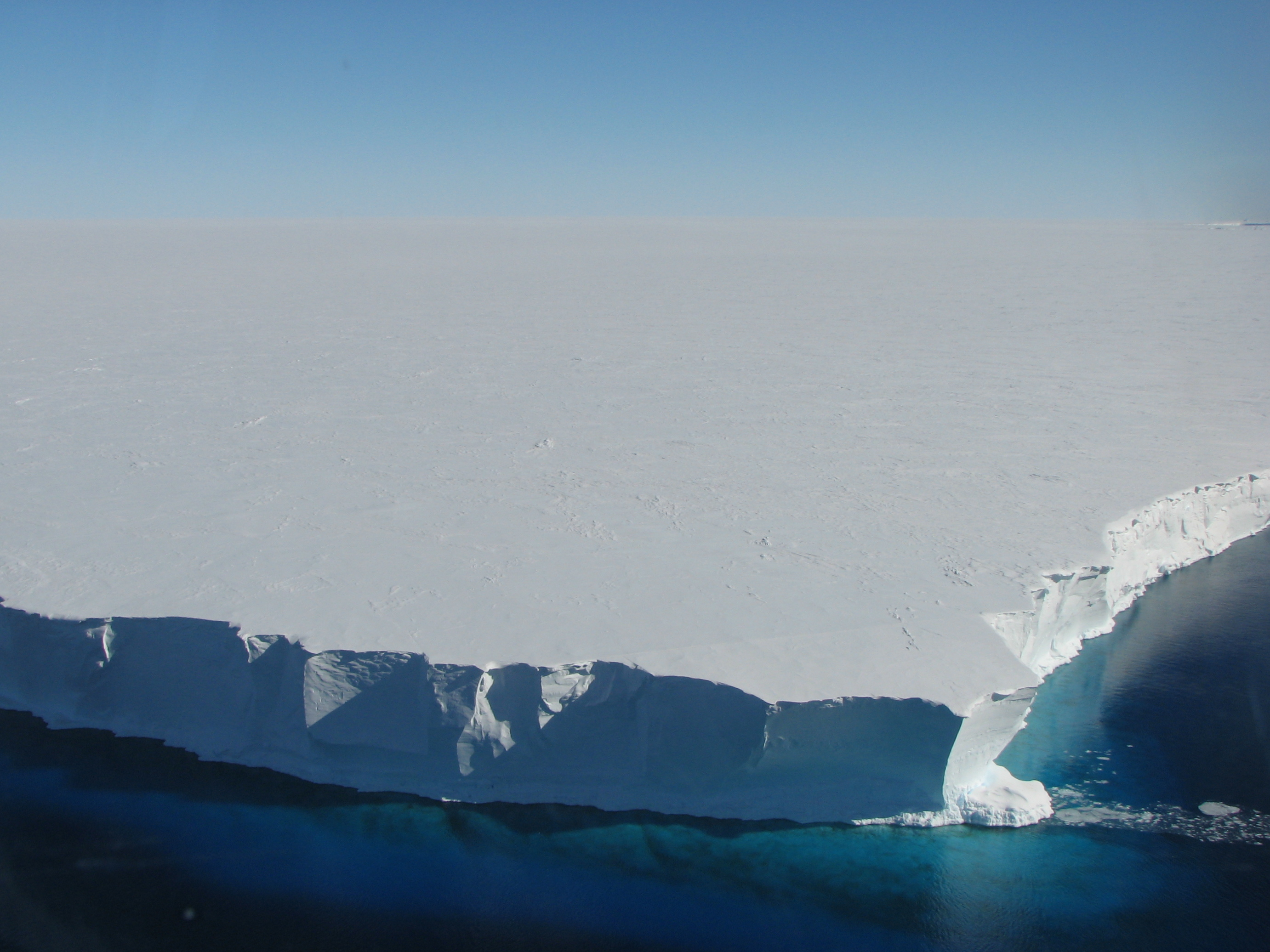
Льодовиковий покрив Антарктиди.

Льодовиковий щит — маса льодовикової криги, яка має площу більш ніж 50 000 км². Наразі льодовикові щити існують в Антарктиці та Гренландії. Льодовикові щити займають площу більшу ніж шельфові льодовики або гірські льодовики. Масу льоду називають льодовиковою шапкою або льодовиковим полем. Льодовикові шапки, як правило, живлять низку льодовиків по периметру.
Незважаючи на холодну поверхню, основа льодовикового щита в цілому досить прогрівається через надходження геотермального тепла. Саме цим, разом з підвищенням пластичності через високий тиск, пояснюється плавлення криги. Тала вода змащує льодовиковий щит, прискорюючи його рух від центру до периферії континенту. Цей процес зветься — течія льодовика.

## Історія
Окрім сучасних антарктичного та гренландського щитів під час останнього льодовикового максимуму існували:
- Лаврентійський льодовиковий щит, що охоплював більшу частину Канади та Північної Америки,
- Кордильєрський льодовиковий щит
- Віслинський льодовиковий щит охоплював Північну Європу,
- Патагонський льодовиковий щит охоплював південь Південної Америки.

Сучасні полярні льодовикові щити є порівняно молоді у геологічному плані. Антарктичний льодовиковий щит вперше утворився у вигляді льодовикової шапки (можливо декількох) на початку олігоцену. Вона відступала і наступала багато разів аж до пліоцену, коли зайняла майже всю Антарктиду. Гренландський льодовиковий щит не розвивався до пізнього пліоцену, але утворився вельми швидко за час першого континентального заледеніння.

## Антарктичний льодовиковий щит

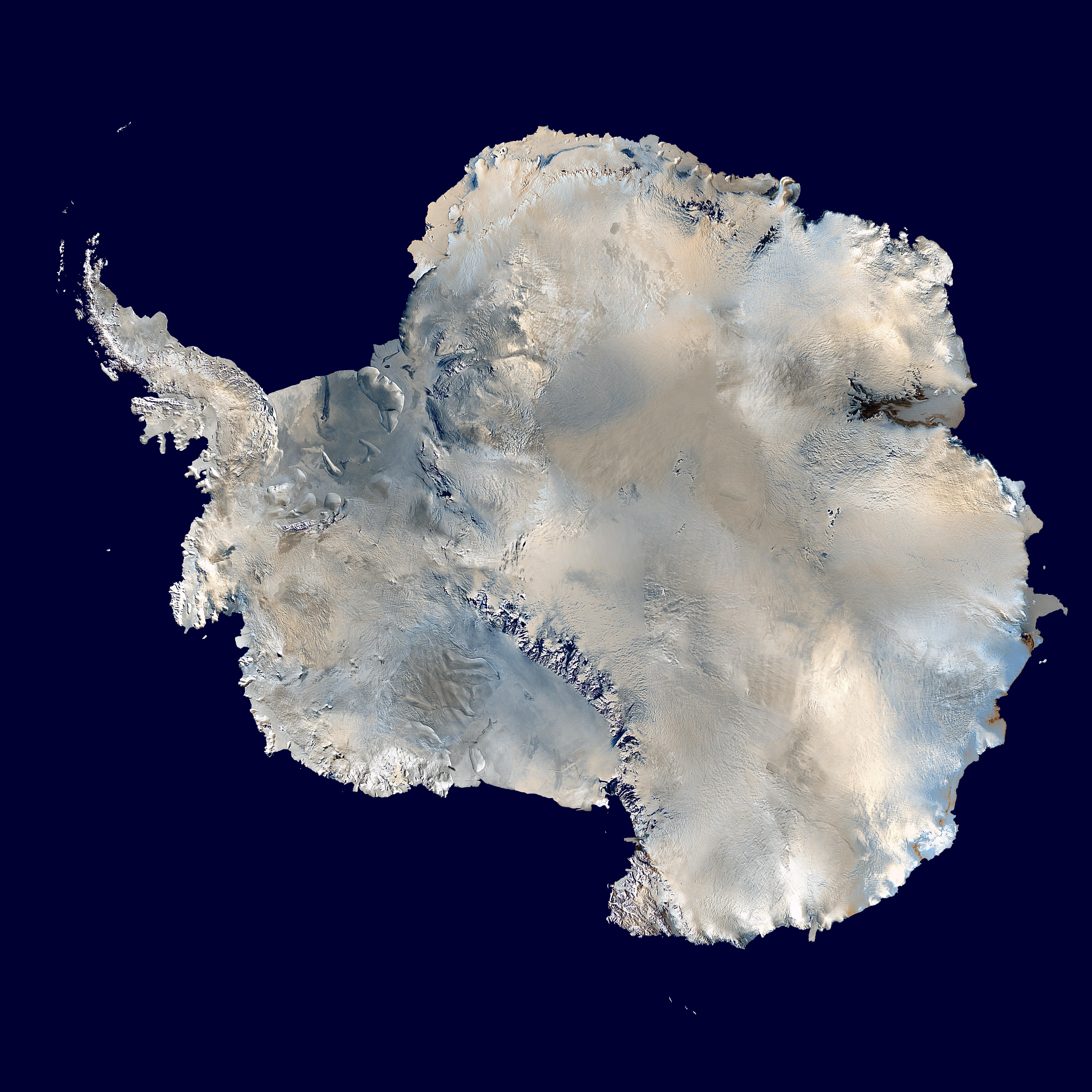
Супутникове зображення Антарктиди.

Антарктичний льодовиковий щит є найбільшою масою льоду на Землі. Він займає площу майже 14 млн км² і містить 30 млн км³ криги. Це майже 90 % прісної води на поверхні планети і, якщо він повністю стане, рівень моря зросте на 61,1 м.
Антарктичний льодовиковий щит ділиться Трансантарктичними горами на дві нерівні частини — Східноантарктичний (САЛЩ) і менший Західноантарктичний льодовиковий щит (ЗАЛЩ). Підвалина західної частини місцями лежить нижче рівня моря на 2500 м. Тобто він класифікується як льодовиковий щит морського дна і скидає кригу у шельфові льодовики — Росса, Ронне-Фільхнера, а також у льодовик що прямує у Море Амундсена.

## Гренландський льодовиковий щит

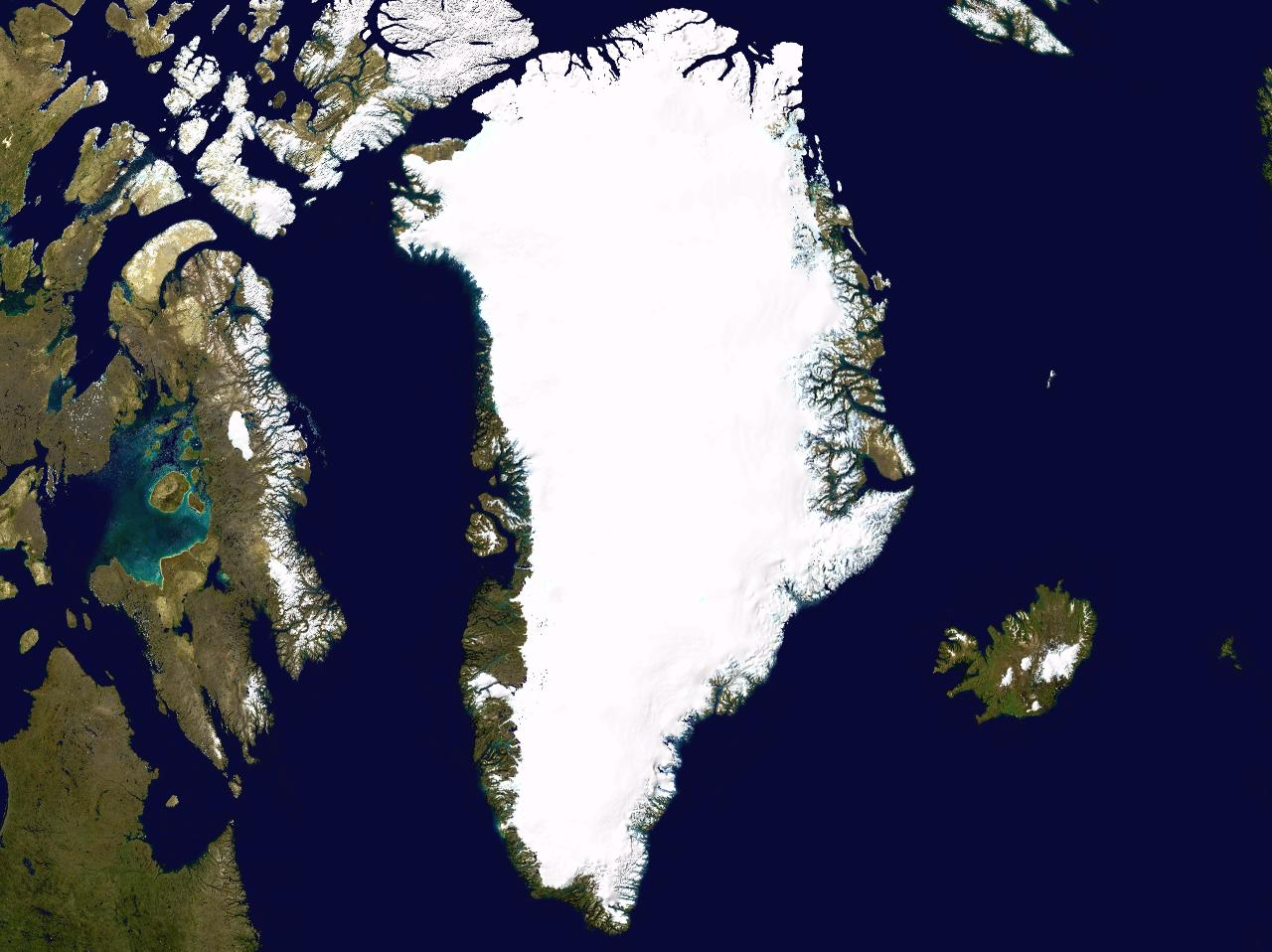
Супутникове зображення Гренландії.

Гренландський льодовиковий щит займає близько 82 % поверхні Гренландії, якщо він стане рівень моря підніметься на 7,2 м.. Гренландський щит тане зі швидкістю близько 239 км³/рік.